# تايلر ماكسويل
تايلر ماكسويل (بالإنجليزية: Tyler Maxwell)‏ هو لاعب هوكي الجليد أمريكي، ولد في 13 أبريل 1991 في مانهاتان بيتش في الولايات المتحدة.

## وصلات خارجية
- تايلر ماكسويل على موقع دوري الهوكي الوطني (الإنجليزية)
- تايلر ماكسويل على موقع EliteProspects.com (الإنجليزية)
- تايلر ماكسويل على موقع HockeyDB.com (الإنجليزية)